# Ipomoea altissima
Ipomoea altissima là một loài thực vật có hoa trong họ Bìm bìm. Loài này được (Spreng.) Bertero ex G. Don mô tả khoa học đầu tiên năm 1838.